# Kunskapsspel
Kunskapsspel är ett slags kunskapstest i lekform med hjälp av frågekort och spelplan. Det stora genombrottet för kunskapsspelen kom med Trivial Pursuit på 1980-talet. Den nya spelidén som gick ut på att kombinera frågesport och tärningsspel, resulterade i enorma framgångar.